# شرلی پالمر
شرلی پالمر (انگلیسی: Shirley Palmer؛ ‏ ۲۵ دسامبر ۱۹۰۸ – ۲۹ مارس ۲۰۰۰) بازیگر اهل ایالات متحده آمریکا بود.
از فیلم‌هایی که وی در آن‌ها نقش داشته‌است، می‌توان به شعله جادویی، یک ماه عسل واخورده و زیارت اشاره نمود.